# Neujahrsempfang im Hamburger Rathaus

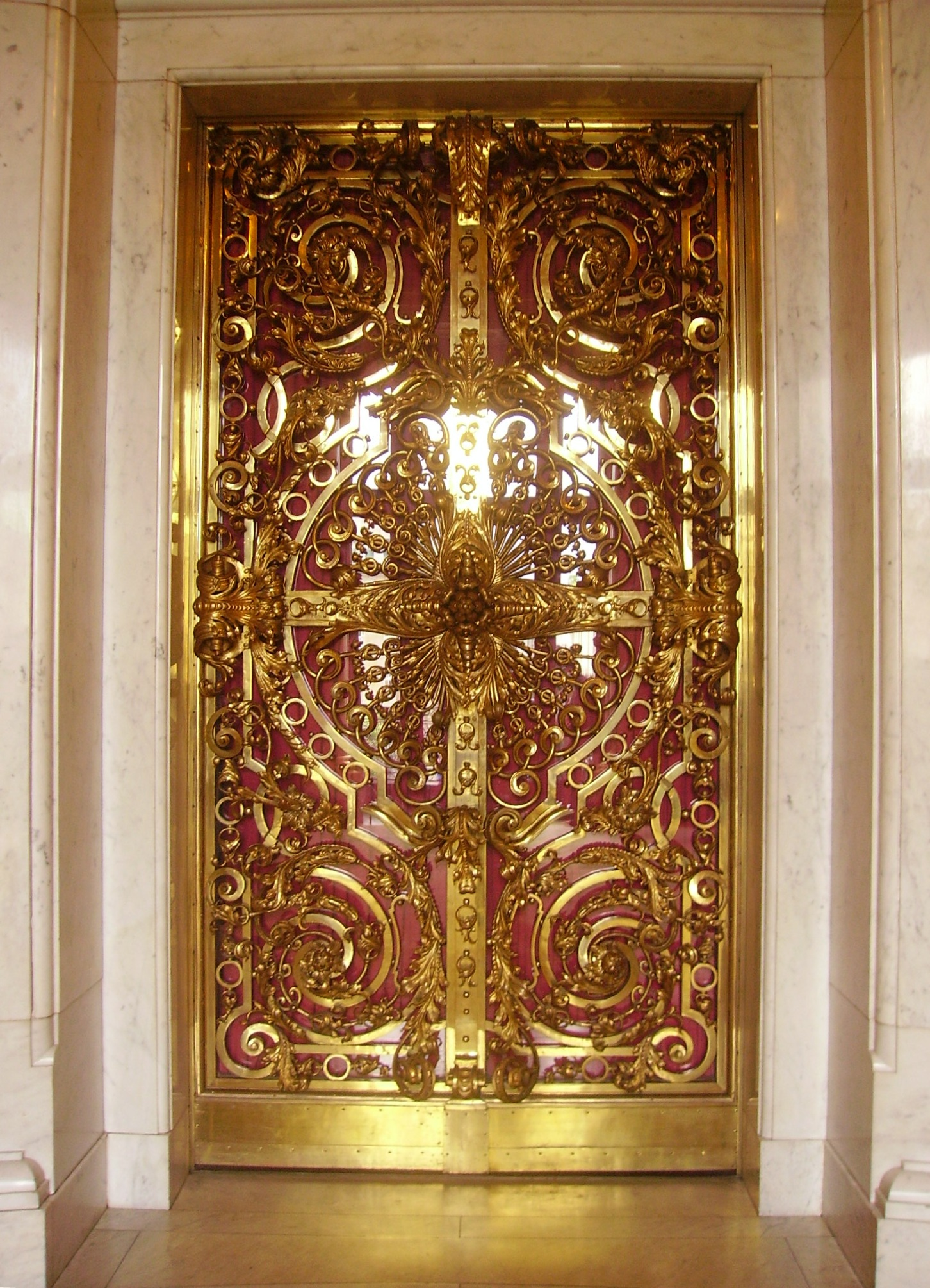
Tür des Turmsaales im Hamburger Rathaus

Der Neujahrsempfang im Hamburger Rathaus ist eine Veranstaltung, zu welcher der Erste Bürgermeister der Stadt am 1. Januar eines Jahres alle Hamburger einlädt. Sie findet statt im Saal der Republiken beziehungsweise Turmsaal des Hamburger Rathauses. Anlässlich des Empfanges überbringen die Hamburger dem Bürgermeister ihre Glückwünsche für das neue Jahr. Aufgrund der COVID-19-Pandemie entfiel der Empfang 2021 und 2022. 2023 wurde die Tradition wieder aufgenommen.

## Geschichte
Der Neujahrsempfang geht auf das Jahr 1926 zurück. Carl Wilhelm Petersen begründete die Tradition. Ihren Ursprung hat diese in Audienzen, welche seit dem 18. Jahrhundert zum Jahresbeginn in Hamburg abgehalten wurden. Hieran nahmen Honoratioren und in der Stadt residierende Diplomaten teil. Im 19. Jahrhundert wurde der Empfang im Privathaus des Bürgermeisters durchgeführt. 1901 veränderte Gerhard Hachmann den Ort; er wählte das Rathaus.